# Washington Heights (Manhattan)
Washington Heights is een wijk in Upper Manhattan (New York). Het district wordt begrensd door Harlem in het zuiden, Inwood in het noorden, de rivier Harlem in het oosten en de Hudson in het westen.
Het gebied in de Upper West Side is vernoemd naar George Washington en Fort Washington, een fort gebouwd op het meest noordelijke punt van het eiland Manhattan door troepen van het Continentale Leger gedurende de Amerikaanse Onafhankelijkheidsoorlog, die Washington Heights verdedigden tegen het Britse leger.

## Geschiedenis
Washington Heights ontleent zijn naam aan George Washington, de eerste president van de Verenigde Staten. Washington werd als generaal verdreven van het toen nog onbewoonde terrein - het hoogste punt van Manhattan - in de late jaren 1770 na de slag bij Fort Washington. Washingtons verjaging was een actie van de Britten die in hun poging de opstandige kolonies te onderwerpen, de Amerikaanse generaal en zijn troepen destijds vanuit Long Island al hadden achtervolgd.
De bezetting van Washington Heights wordt al betwist sinds zeevaarder Henry Hudson in 1609 voorbij het noorden van Manhattan zeilde. De inheemse bevolking van die tijd, de Munsee, had een in Washington Heights gevestigde nederzetting genaamd Shorokapok (soms weergegeven als "Shorakkopch") aan de oostelijke kant van Inwood Hill Park.
De Britten veroverden het fort en verwezen ernaar als Fort Knyphausen ter ere van de Hessische soldaten, die een belangrijke rol hadden gespeeld in de Britse overwinning. Fort Washington was opgericht als een offensief bolwerk om te voorkomen dat Britse schepen naar het noorden voeren over de Hudson. Fort Lee, aan de overkant van de rivier in de staat New Jersey, was een ander bolwerk om te helpen bij de verdediging van de vallei van de Hudson. Een reeks bronzen gedenkstenen herinnert aan de veldslag, en bevinden zich met name langs Broadway.
Begin 20e eeuw ruimden de bossen plaats voor huizen. In de vroege jaren 1900 verhuisden Ierse immigranten naar Washington Heights. Europese joden trokken vervolgens naar Washington Heights om te ontsnappen aan het nazisme in de jaren 30 en 40. Twee decennia later verhuisden veel Grieken naar Washington Heights; de gemeenschap werd de "Astoria van Manhattan" genoemd. Sinds de jaren 80 en 90 is de bevolking in de wijk voornamelijk Dominicaans.

## Topografie

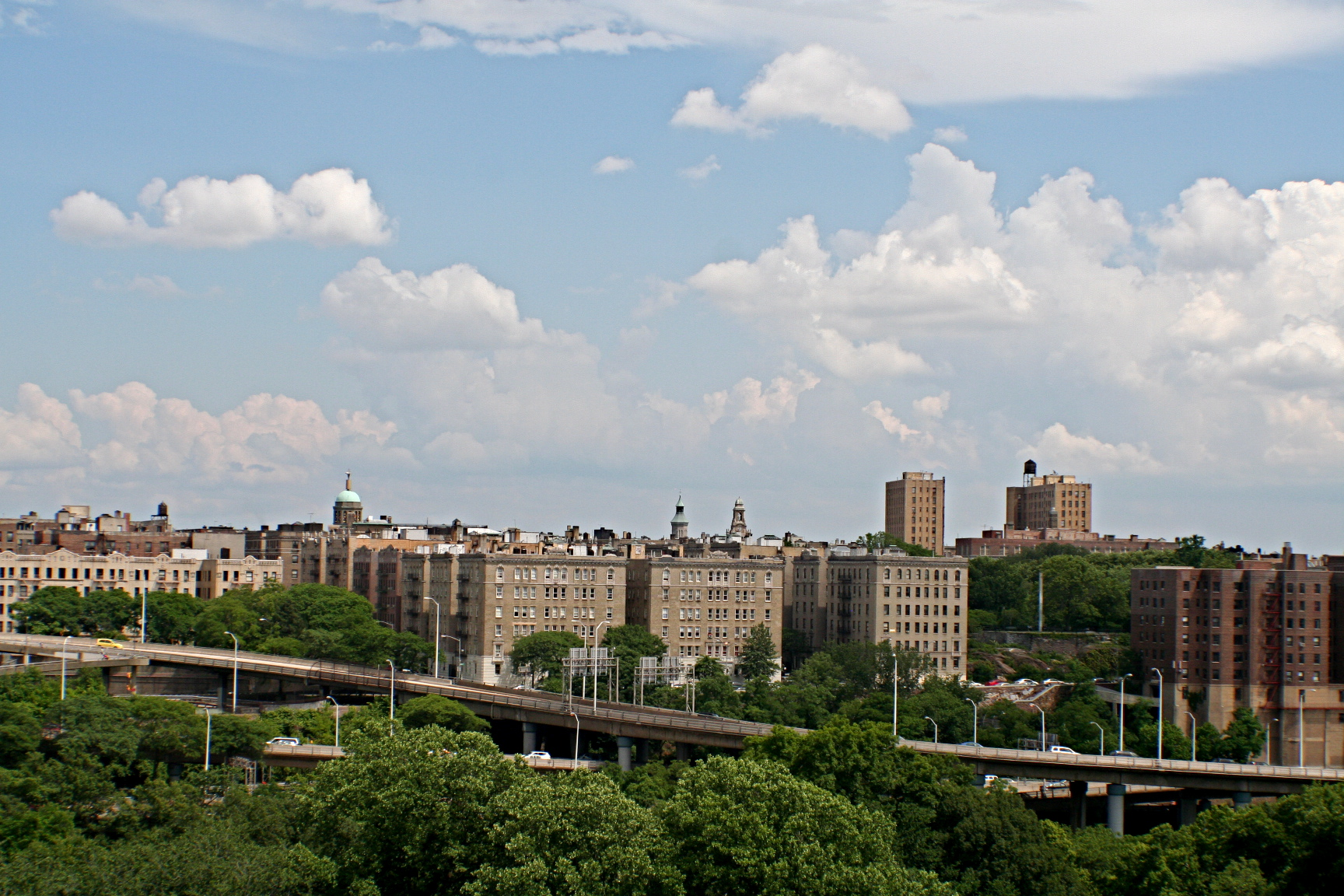
Aanblik op Riverside Park vanaf de George Washington Bridge

Washington Heights ligt dicht in de buurt van de rivier Harlem op een heuvel die steil oploopt ten noorden van de smalle vallei die de 133rd Street met zich meebrengt naar de voormalige veerterminal aan de Hudson, waar tegenwoordig de buurt Manhattanville is gelegen. De rivier Harlem scheidt Washington Heights van het stadsdeel The Bronx. Hoewel de buurt ooit werd beschouwd als zo verreikend als 133th Street in Harlem, definieert men de buurt vandaag als ten noorden gelegen van Hamilton Heights op 155th Street en ten zuiden van Inwood.
De beboste hellingen van Washington Heights gezien vanaf een zanderige baai aan de Hudson zoals ze eruitzagen rond 1845 werden geïllustreerd op schildersdoek en worden bewaard in het Museum of the City of New York. Verder bestaat de wijk uit Hudson Heights en Fort George. Het hoogste punt van Manhattan (81 m), Bennett Park, bevindt zich in de wijk.

## Demografie
De stadsoverheid classificeert Washington Heights als onderdeel van twee zones; Washington Heights North en Washington Heights South. In het jaar 2010 telde de wijk een bevolkingstotaal van 151.574, een afname van 15.554 in vergelijking met de volkstelling van 167.128 in 2000. De wijk heeft een bevolkingsdichtheid van 35.400/km². Het percentage van Spaanse of Latijns-Amerikaanse afkomst bedroeg in totaal 70,6% van de bevolking. Voor het overige was 17,7% blank, 7,6% Afro-Amerikaans, 0,1% Indiaans, 2,6% Aziatisch, 0% Pacifisch, 0,3% van andere rassen, en 1% van twee of meer rassen.
Washington Heights en Inwood omvatten samen 195.830 inwoners in 2018, met een gemiddelde levensverwachting van 81,4 jaar. Dit is ongeveer hetzelfde als de gemiddelde levensverwachting van 81,2 voor alle wijken in New York. De meeste inwoners zijn kinderen en volwassenen van middelbare leeftijd: 33% is tussen de 25 en 44 jaar oud, terwijl 25% tussen 45-64, en 19% zijn tussen 0-17 jaar oud. De verhouding van ouderen was lager, respectievelijk 10% en 13%.
Vanaf 2017 was het mediane gezinsinkomen van de gemeenschap Washington Heights en Inwood $ 56.382, hoewel het gemiddeld inkomen in Washington Heights individueel $ 45.316 was. In 2018 leefde naar schatting 20% van de inwoners van Washington Heights en Inwood in armoede, vergeleken met 14% in heel Manhattan en 20% voor de stad New York. Eén op de acht inwoners (12%) was werkloos, vergeleken met 7% in Manhattan en 9% in de stad. Huurlast, oftewel het percentage bewoners dat moeite heeft om huur te betalen, is 53% in Washington Heights en Inwood, hoger dan Manhattan en New York als geheel, met respectievelijk 45% en 51%. Op basis van de stijgende huren worden Washington Heights en Inwood beschouwd als een buurt waar gentrificatie plaatsvindt. Sinds 2000 heeft er een enorme terugval van drugscriminaliteit plaatsgevonden; op demografisch gebied zag de buurt een vertrek van Dominicanen op zoek naar lagere huren en de komst van andere hispanic groepen als Ecuadorianen en Mexicanen, evenals mondjesmaat jonge blanke professionals.
Washington Heights is voorts de locatie van de faculteiten biomedische wetenschappen en geneeskunde van de University of Columbia. Bovendien is het de locatie van de Yeshiva University.

## Bezienswaardigheden

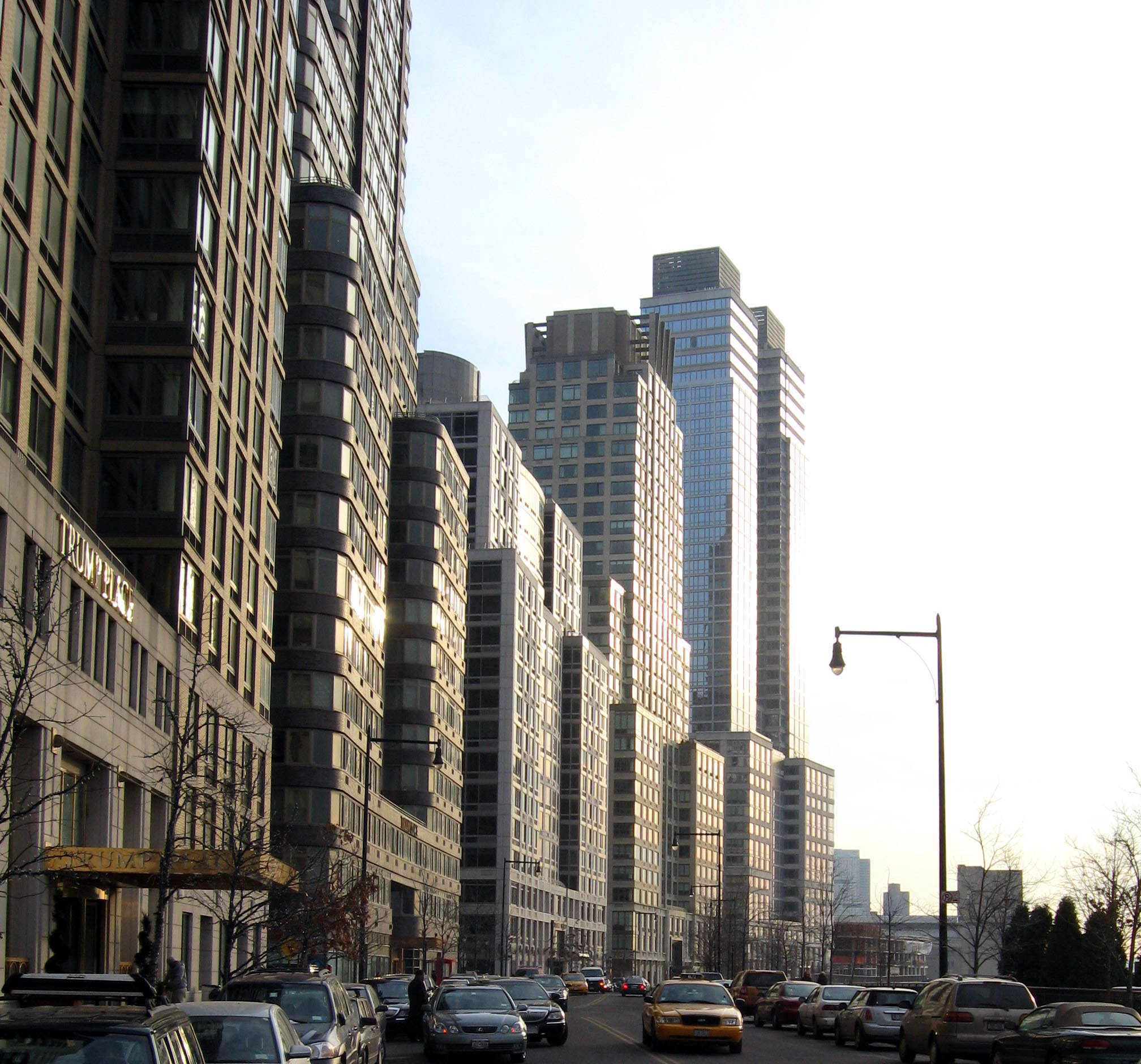
Trump Place

- Riverside South, ook wel Trump Place
- Malcolm X and Dr. Betty Shabazz Memorial and Educational Center

### Musea
- Hispanic Society of America, museum en bibliotheek voor de Spaanse cultuur
- Morris–Jumel Mansion, landhuis gebruikt door beide partijen als hoofdkwartier tijdens de Amerikaanse Revolutie
- The Cloisters

### Parken
- Bennett Park, hoogste punt van Manhattan
- Fort Tryon Park
- Fort Washington Park met het Little Red Lighthouse, een vuurtoren uit 1921
- Highbridge Park
- J. Hood Wright Park
- Riverside Park

## Transport

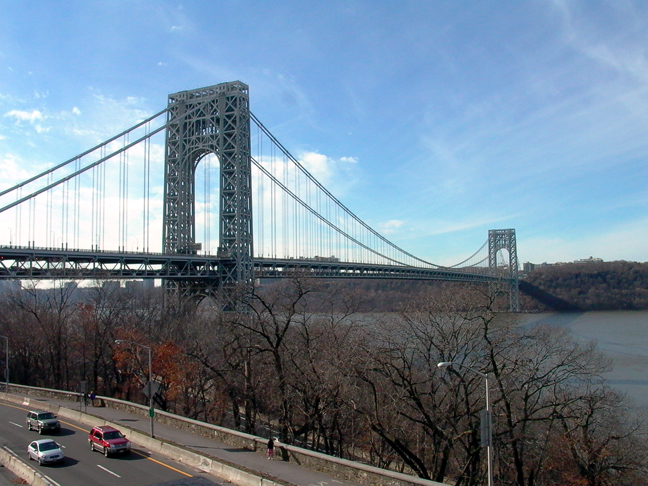
George Washington Bridge, gezien vanaf Washington Heights

Washington Heights is verbonden met Fort Lee, New Jersey over de Hudson via de door Othmar Ammann ontworpen George Washington Bridge, 's werelds drukste tolbrug.
De Trans-Manhattan Expressway, een deel van de Interstate 95, gaat 1,3 mijl door vanaf de George Washington Bridge naar de wijk. In het oosten leidt de snelweg naar de Alexander Hamilton Bridge, voltooid in 1963 over de rivier de Harlem om zo in verbinding te staan met The Bronx en de Cross Bronx Expressway. Daarnaast loopt de Henry Hudson Parkway, de noordelijke verlenging van de West Side Highway (NY-9A), langs de wijk.
High Bridge is dan weer de oudste brug in New York die nog bestaat en die de rivier Harlem ten zuiden van de Alexander Hamilton Bridge oversteekt op 175th Street. De brug werd voltooid in 1848. Eind jaren 20 werden stenen pieren vervangen door een stalen boog die de rivier overspande zodat schepen gemakkelijker onder de brug konden navigeren. In juni 2015 heropende men de High Bridge als een voetgangers- en fietsbrug.
Washington Heights is bereikbaar met de metro van New York via de lijn IND Eighth Avenue (bediend door  en ) met de stations 155th Street, 163rd Street-Amsterdam Avenue, 168th Street, 175th Street, 181st Street en 190th Street, dit laatste een station met een toegangsgebouw gebouwd in gotische stijl en de lijn IRT Broadway–Seventh Avenue met de stations 157th Street, 168th Street, 181st Street en 191st Street bediend door de . 168th Street is een overstapstation waar de twee lijnen mekaar kruisen.

## Bekende inwoners van Washington Heights

### Overleden
- Malcolm Little (1925-1965), woordvoerder van de Nation of Islam (beter bekend als Malcolm X)

## Trivia
- Er is een broadway musical, genaamd 'In the heights' over Washington Heights. Deze is geschreven door Lin-Manuel Miranda.